# أمارا ميلر
أمارا ميلر (بالإنجليزية: Amara Miller) ممثلة أمريكية ولدت في 4 مايو 2000 في كاليفورنيا، الولايات المتحدة بدأت مشوارها الفني عام 2011.

## روابط خارجية
- أمارا ميلر على موقع IMDb (الإنجليزية)
- أمارا ميلر على موقع قاعدة بيانات الفيلم (الإنجليزية)